# 伊尔姆·赫尔曼
伊尔姆·赫尔曼（德語：Irm Hermann，1942年10月4日—2020年5月26日），德国女演员，曾参演160余部电影和电视剧作品，两次获得德國電影獎最佳女演员奖。她曾长期与德国新浪潮知名导演法斯宾德合作。

## 生平
1942年10月4日生于在慕尼黑。完成学业后在出版社从事文职工作，并在全德汽车俱乐部担任秘书。1966年，她在参加一次业余演员比赛时，与法斯宾德相遇。在法斯宾德的劝说下，尽管赫尔曼没有接受过演员正式培训，但她还是辞去了工作，两人一起追逐电影梦。1966年，法斯宾德拍摄短片处女作《城市流浪汉》，赫尔曼担任女主角。1971年出演《與四季交易的商人》获得德國電影獎，后来，两人的矛盾开始显现。法斯宾德曾对赫尔曼施加身体和精神上的虐待。1970年代中期，两人分手，赫尔曼搬到了柏林，开始了新的演艺事业，与韋納·荷索、克里斯托弗·施林根西夫等人合作。1983年出演《最后五天》再次获德國電影獎。2000年出演《激情的天堂》获柏林国际电影节杰出艺术成就奖。赫尔曼后来与儿童文学作家迪特马尔·罗贝格结婚，育有2个儿子。2020年5月26日在柏林逝世。

## 主要出演
| 年份 | 出演电影                      | 译名                 | 饰演         |
| ---- | ----------------------------- | -------------------- | ------------ |
| 1969 | Liebe ist kälter als der Tod  | 《爱比死更冷》       |              |
| 1971 | Pioniere in Ingolstadt        | 《英格史达特的工兵》 |              |
| 1972 | Händler der vier Jahreszeiten | 《與四季交易的商人》 | 男主角的妻子 |
| 1973 | Acht Stunden sind kein Tag    | 《八小时不是一天》   |              |
| 1974 | Angst essen Seele auf         | 《恐惧吞噬灵魂》     | 克丽丝塔     |
| 1980 | Lili Marleen                  | 《莉莉·玛莲》        |              |
| 1982 | Fünf letzte Tage              | 《最后五天》         |              |
| 2017 | Fack ju Göhte 3               | 《该死的歌德3》      | 祖母         |